# Marillac-le-Franc
Marillac-le-Franc – miejscowość i gmina we Francji, w regionie Nowa Akwitania, w departamencie Charente.
Według danych na rok 1990 gminę zamieszkiwało 626 osób, a gęstość zaludnienia wynosiła 43 osób/km² (wśród 1467 gmin regionu Poitou-Charentes Marillac-le-Franc plasuje się na 475. miejscu pod względem liczby ludności, natomiast pod względem powierzchni na miejscu 611.).